# Cornel Predescu
Cornel Predescu (* 21. Dezember 1987 in Bukarest) ist ein rumänischer ehemaliger Fußballspieler.

## Karriere
Predescu begann seine Karriere bei Dinamo Bukarest. Bereits 2005 wurde von Dinamo an Unirea Urziceni verliehen. Mit Unirea konnte der Aufstieg in die Liga 1 fixiert werden. Im darauffolgenden Jahr wurde der Mittelfeldspieler an Gloria Bistrița verliehen. Mit dem sechsten Platz konnte sich der Verein für den UI-Cup qualifizieren. In der Saison 2007/08 durfte Predescu im Herbst einige Spiele für Dinamo absolvieren, ehe er im Frühjahr an CS Otopeni verliehen wurde. Dort konnte er den Erfolg von 2006 wiederholen und stieg abermals mit dem Verein auf. 
In der Saison 2008/09 begann er wiederum im Kader von Dinamo, ehe er an Astra Ploiești verliehen wurde. Seit Januar 2010 steht Predescu, zunächst leihweise, bei Gloria Bistrița unter Vertrag. Mit Gloria musste er nach der Saison 2011/12 in die Liga II absteigen, wo ihm mit seiner Mannschaft der sofortige Wiederaufstieg gelang. In der Winterpause 2012/13 verließ er den Klub und schloss sich dem Ligakonkurrenten Pandurii Târgu Jiu an. Dort kam er in der Rückrunde jedoch nur auf fünf Einsätze. Die komplette Spielzeit 2013/14 verpasste er verletzungsbedingt.
Anfang 2015 wechselte Predescu zu Zawisza Bydgoszcz in die polnische Ekstraklasa. Er wurde in der Rückrunde 2014/15 achtmal eingesetzt und musste am Ende der Spielzeit mit seinem Team absteigen. Anschließend war er ein halbes Jahr ohne Verein, ehe ihn Aris Limassol Anfang 2016 nach Zypern holte. War er dort anfangs noch Einwechselspieler, wurde er gegen Ende der Saison 2015/16 zur Stammkraft und sicherte sich mit seiner Mannschaft den Klassenverbleib. Ende September 2016 verließ er Aris und kehrte zum FC Academica Clinceni in sein Heimatland zurück. Anfang 2017 wechselte er zum amtierenden albanischen Meister KF Skënderbeu Korça. Dort konnte er sich in der Saison 2016/17 keinen Stammplatz erkämpfen und kam zumeist als Einwechselspieler zum Zuge. Im Sommer 2017 verließ er Albanien wieder und schloss sich ASU Politehnica Timișoara in der rumänischen Liga II an. Im Jahr darauf lief er für CS Balotești auf.

## Erfolge
- Aufstieg in die Liga 1: 2006, 2008